# Neoleptoneta isolata
Neoleptoneta isolata là một loài nhện trong họ Leptonetidae.
Loài này thuộc chi Neoleptoneta. Neoleptoneta isolata được Willis J. Gertsch miêu tả năm 1971.